# Тринептунат(VI) цезия
Тринептунат(VI) цезия — неорганическое соединение,
комплексный оксид нептуния и цезия
с формулой Cs2Np3O10,
кристаллы.

## Получение
- Разложение при нагревании смеси нитратов цезия и нептуния.

## Физические свойства
Тринептунат(VI) цезия образует кристаллы
ромбической сингонии,

параметры ячейки a = 1,577 нм, b = 0,7600 нм, c = 1,434 нм.